# فانورونا

لوح لعبة الفانورونا

فانورونا (بالإنجليزية:Fanorona) هي لعبة ألواح مجردة الإستراتيجية أصلها من مدغشقر.

## تقديم
لدى فانورونا ثلاث إصدارات قياسية: فانورون-تيلو وفانورون-ديمي وفانورون-تسفي. الاختلاف بين هذه الأنواع هو حجم اللوح الملعوب عليه. تُلعب فانورون-تيلو على لوح 3×3 و يمكن أن تُقارَن صعوبة هذه اللعبة بلعبة تيك-تاك-تو.

تُلعب فانورون-ديمي على لوح 5×5 و تُلعب فانورون-تسفي على لوح 5×9 و تصبح الأخيرة هي الأكثر شعبية. اثنان وعشرون قطعة لكل من القطع البيضاء والسوداء، يُرتَبون على كل النقاط عدا المركز. الهدف من هذه اللعبة هو أخذ كل قطع الخصم. تصبح نتيجة اللعبة تعادلاً إن لم ينجح اللاعبون في هذا. يتم الإستيلاء على القطع بواسطة الاقتراب أو السحب من قطع المنافس.

## قواعد اللعبة
- يتبادل اللاعبان الأدوار، ويُبدَأ بالأبيض.
- تمييز نوعيّ الحركات، عدم التقاط والتقاط الحركات. عدم الالتقاط يُسمَى حركة كايبا.
- تتكون حركة كايبا من تحريك حجر واحد على طول خط لمجاورة التقاطع.
- التقاط الحركات إلزامي، ويجب أن تكون الأفضلية في اللعب إلى حركات كايبا.
- الالتقاط يعني حذف قطعة أو أكثر من قطع الخصم.
- عندما يُلتقَط حجر منافس، تُلتقَط كل قطع المنافس في نفس الصف.
- إذا كان يستطيع لاعب القيام بنهج وانسحاب في نفس الوقت، عليه أن يختار أي واحدة يلعب.
- تنتهي اللعبة عندما يلتقط لاعب واحد كل أحجار المنافس. إذا كان المنافس يستطيع تحقيق هذا فإن النتجية تكون تعادل.